# Амелин, Фёдор Степанович
Фёдор Степанович Амелин (27 июня 1928 года, село Раздолье, Харьковский округ, Украинская ССР — 20 апреля 1994 года, Харьков, Украина) — сталевар Харьковского тракторного завода имени С. Орджоникидзе Министерства тракторного и сельскохозяйственного машиностроения СССР, Украинская ССР. Герой Социалистического Труда (1971).

## Биография
Родился в 1928 года в крестьянской семье в селе Раздолье Харьковского округа. Окончил неполную среднюю школу. Трудился заведующим сельским клубом. С 1952 года — ученик сталевара на Харьковском тракторном заводе имени Серго Орджоникидзе. В 1952 года вступил в ВКП(б). В 1953 году сварил свой первый ковш металла. Позднее был назначен бригадиром сталеваров. Под его руководством бригада заняла в 1959 году первое место в заводском соревновании и получила звания «Бригада коммунистического труда» и «Бригада XXIII съезда КПСС». За выдающиеся трудовые достижения во время Семилетки (1959—1965) был награждён Орденом Ленина.
Бригада Фёдора Амелина в честь 100-летия В. И. Ленина выплавила за прошедший 1969 год и первый квартал 1970 года сверхплановые 1378 тонн жидкой стали и выдала 1394 скоростных плавок. За первый квартал 1971 года бригада получила 16856 тонн жидкой стали (в том числе 1518 тонн сверхплановой) и выдала 1870 скоростных плавок. Указом Президиума Верховного Совета СССР (неопубликованным) от 5 апреля 1971 года «за особые заслуги в выполнении заданий пятилетнего плана по развитию тракторного и сельскохозяйственного машиностроения и достижение высоких производственных показателей» удостоен звания Героя Социалистического Труда с вручением ордена Ленина и золотой медали Серп и Молот.
Избирался делегатом XXV съезда КПСС (1976), членом Орджоникидзевского райкома Компартии Украины.
Трудился на Харьковском тракторном заводе до выхода на пенсию. Проживал в Харькове, где скончался в 1994 году.
Награды
- Герой Социалистического Труда
- Орден Ленина — дважды (05.08.1966; 1971)
- Орден Дружбы народов (21.10.1981)
- Медаль «За трудовую доблесть» (28.05.1960)